# Lamborghini Murciélago
Lamborghini Murciélago – supersamochód klasy wyższej produkowany przez włoską markę Lamborghini w latach 2001–2010.

## Historia i opis modelu

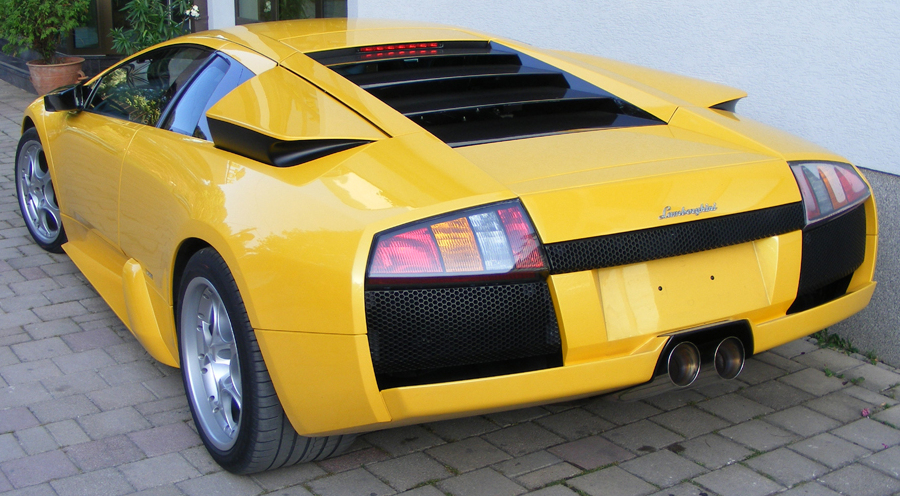
Lamborghini Murciélago - tył

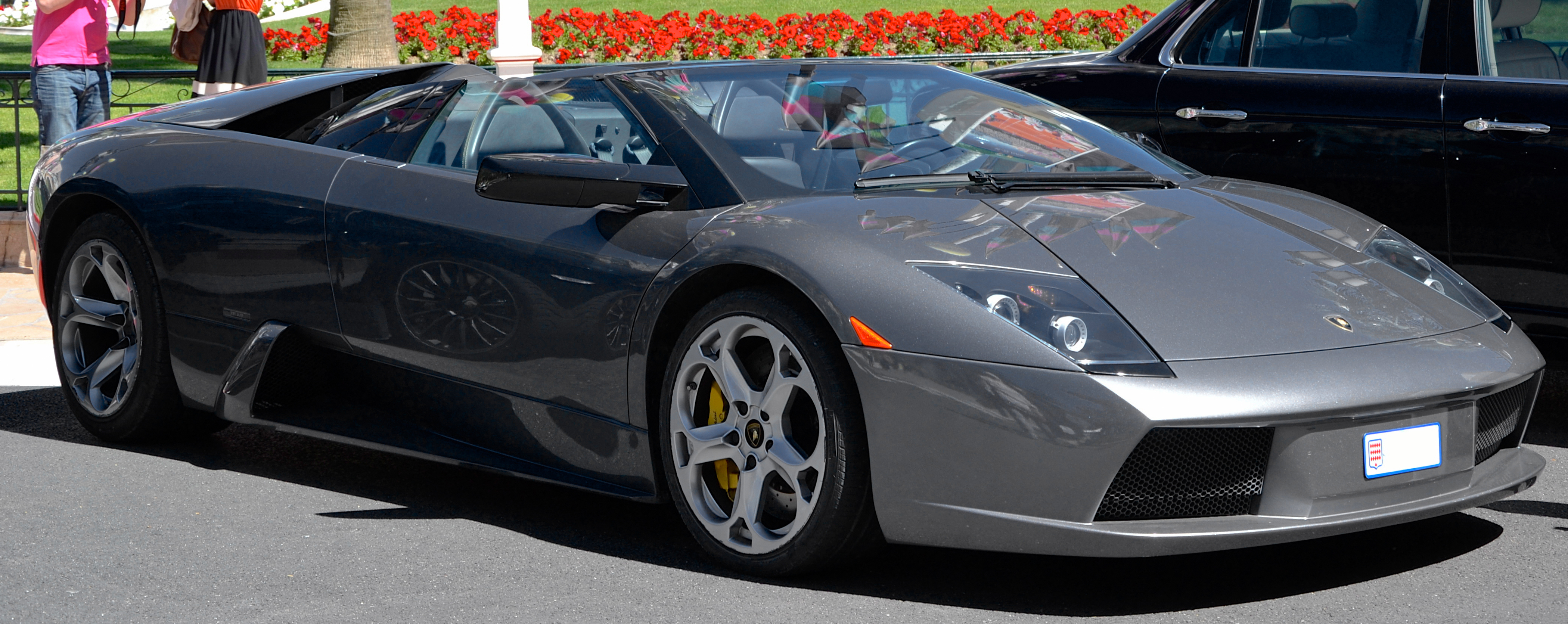
Lamborghini Murciélago Roadster

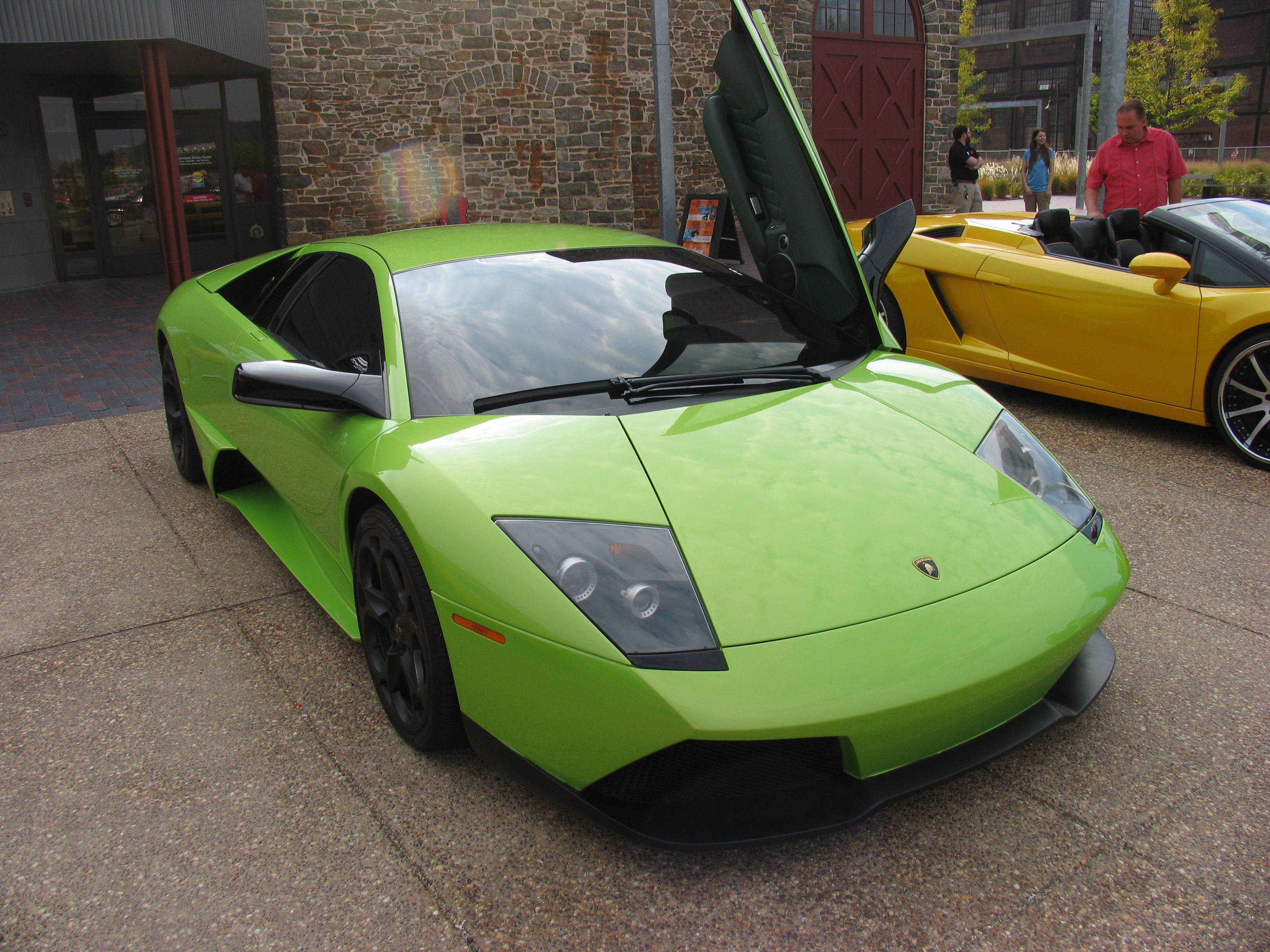
Lamborghini Murciélago LP640 po liftingu

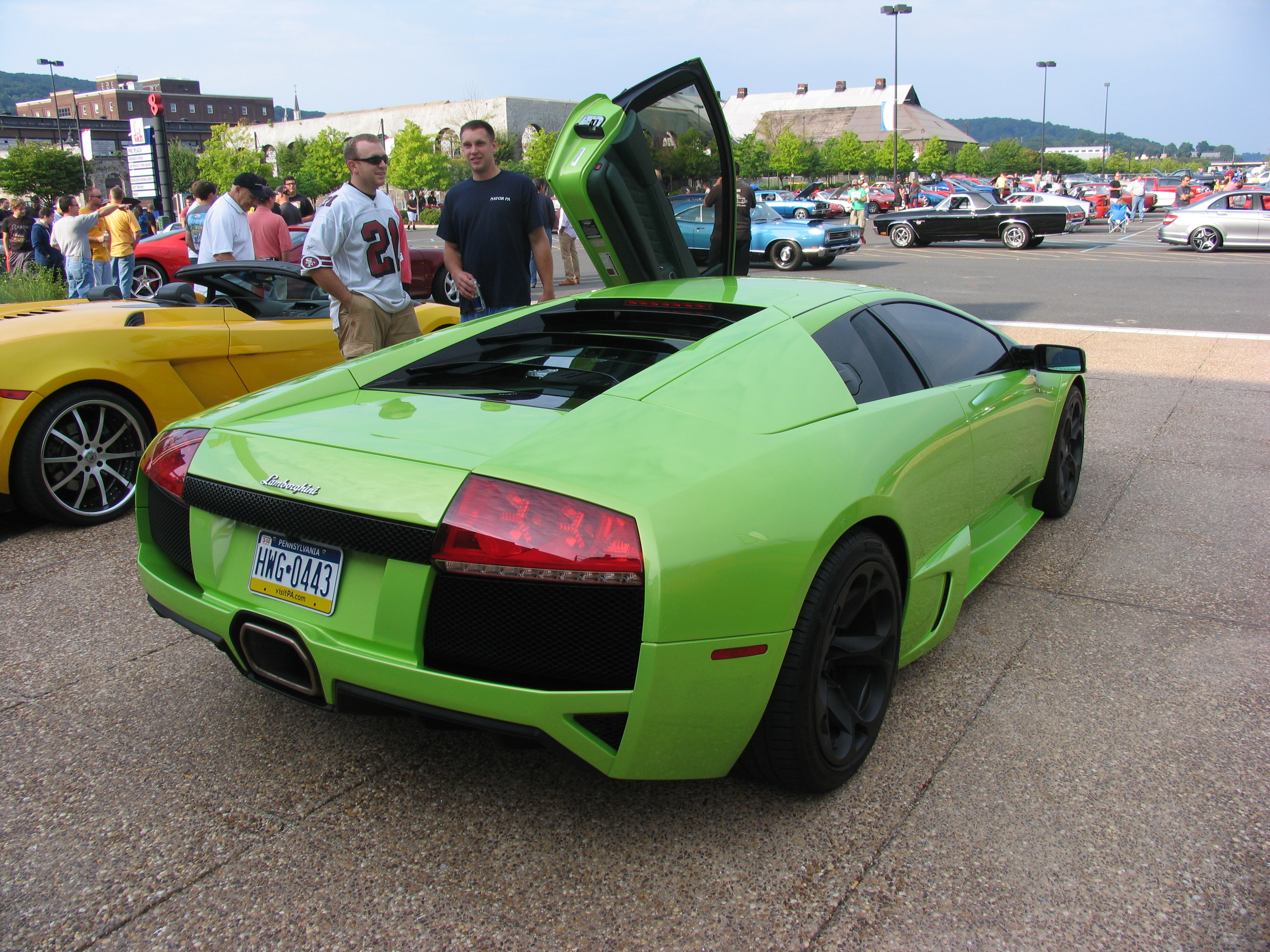
Lamborghini Murciélago LP640 - tył po liftingu

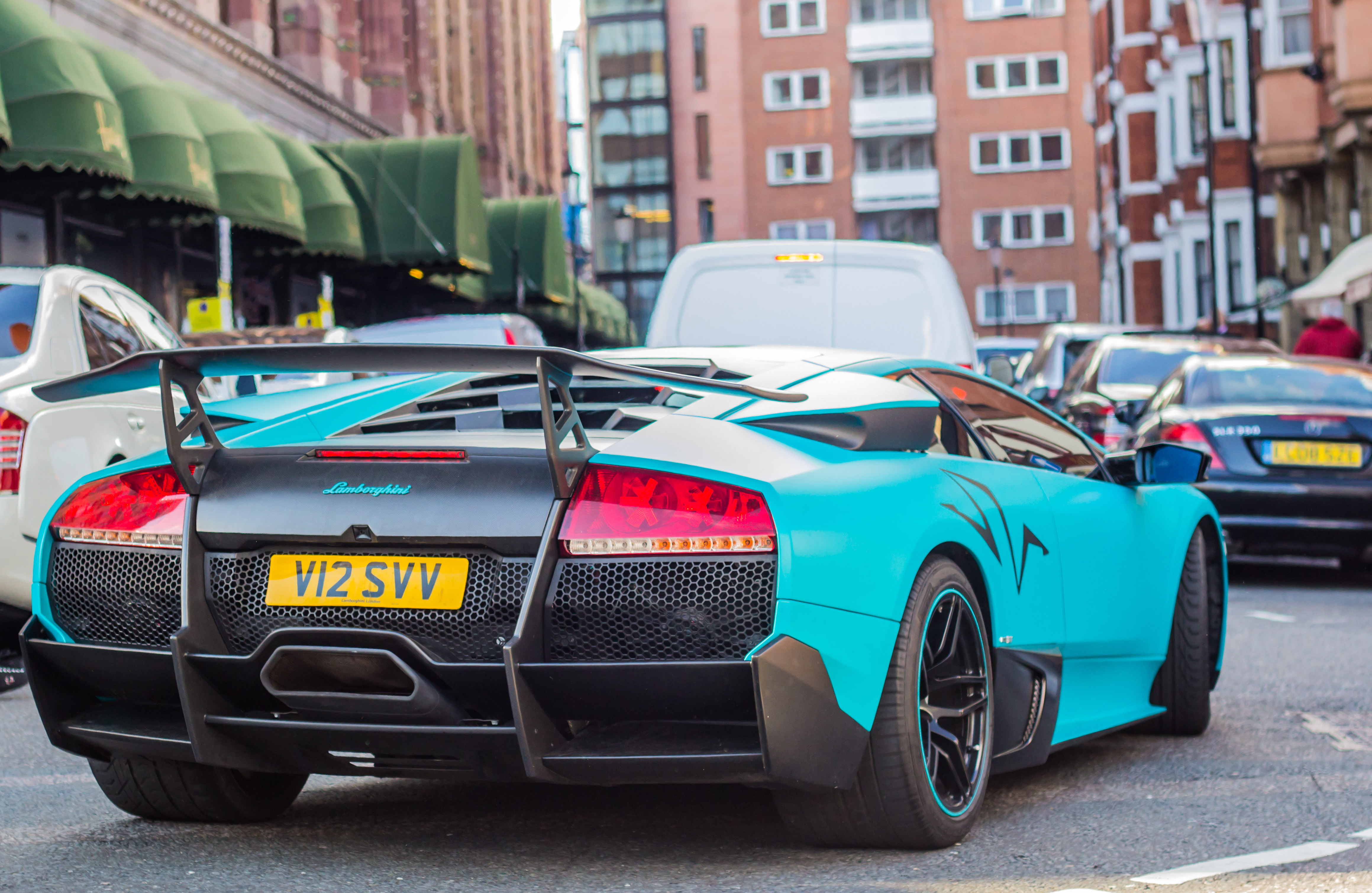
Lamborghini Murciélago LP670-4 SV

Pierwszy raz publicznie został pokazany we wrześniu 2001. Był pierwszym samochodem całkowicie wyprodukowanym po kupnie Lamborghini przez koncern Audi w 1998 roku. Od 2001 roku wyprodukowano 8 różnych wersji samochodu nie licząc limitowanej produkcji Reventóna. Wyprodukowano 4099 egzemplarzy modelu.

### Dane techniczne
Ogólne:
- Lata produkcji: 2001 - 2010
- Liczba wyprodukowanych egzemplarzy: 4099 sztuk[2]
- Projekt: Luc Donckerwolcke

Wymiary:
- Rozstaw kół przednich: 1635 mm
- Rozstaw kół tylnych: 1695 mm

Opony:
- Przód: Pirelli P-Zero Rosso 245/35 ZR 18
- Tył: Pirelli P-Zero Rosso 335/30 ZR 18

Osiągi:
- Prędkość maksymalna: 330 - 342 km/h
- Moc maksymalna: 580 - 670 KM
- 0-100 km/h: 3,2 - 3,8 s

Napęd:
- Typ silnika: V12
- Pojemność: 5,998 - 6,496  cm3 (6.0-6.5 l)
- Średnica cylindra x skok tłoka: 87 x 86,8 mm
- Rozrząd: DOHC, 48V
- Stopień sprężania: 10.7:1
- Napęd: wszystkie cztery koła

### Lamborghini Murciélago (2001-2005)
Pierwsza wersja Murcielago oferowana nieprzerwanie do 2005 roku wyposażona była w silnik V12 6.2 mocy 580 KM. Zastąpiła produkowany w latach 90. model Diablo. Po raz pierwszy zastosowano w topowym modelu Lamborghini jako standardowe wyposażenie stały napęd na obie osie.

#### Silnik
Źródło:
- V12 6,2 l (6192 cm³), 4 zawory na cylinder, DOHC
- Układ zasilania: wtrysk Lamborghini LIE
- Średnica × skok tłoka: 87,00 mm × 86,80 mm
- Stopień sprężania: 10,7:1
- Moc maksymalna: 580 KM (426,5 kW) przy 7500 obr./min
- Maksymalny moment obrotowy: 650 N•m przy 5400 obr./min

#### Osiągi
- Przyspieszenie 0-100 km/h: 3,8 s
- Przyspieszenie 0-160 km/h: 9,1 s
- Prędkość maksymalna: 330 km/h

### Lamborghini Murciélago R-GT  (2003)
Wyczynowa wersja Murciélago skonstruowana przez Audi Sports Division i Reiter Engineering startująca w prestiżowych wyścigach serii FIA GTR i AMLS. Dodano gigantyczny tylny spoiler, przedni spoiler oraz dyfuzor. Znacznie obniżono masę dzięki zastosowaniu lżejszych materiałów. Wersja R-GT używała tylko napędu na jedną oś dzięki czemu masa auta zmniejszyła się i wynosiła 1100 kg (przeważnie wynikiem montowania napędu na obie osie jest o 100-150 kg większa masa niż w wersji na jedną oś). Z powodu wyścigowych restrykcji, silnik znacznie się różnił od oryginalnych modeli np. wersja R-GT ma ich około 600 KM, także pojemność skokowa nie mogła być była większa niż 6 litrów. Silnik wytwarzał większą moc i dzięki utracie 550 kg osiągi były znacznie lepsze niż w szosowych modelach. Prędkość maksymalna zależna była od przełożenia głównego i ustawień. Było ich 110, jednak uniwersalne nastawy pozwoliły na osiągnięcie co najmniej 350 km/h. Mimo że R-GT miał walczyć na torach zdecydowano się na sprzedanie kilku egzemplarzy prywatnym odbiorcom. Wyprodukowano 7 egzemplarzy gotowych do poruszania się po drogach, każdy kosztował 500 000 euro.
- Silnik – V12 6.0l, 48v – ok. 600KM
- 0-100 km/h – 3,0 s
- Prędkość maks – 350 km/h

### Lamborghini Murciélago 40th Anniversary (2003)
Wersja limitowana zaprojektowana, aby uczcić 40-lecie firmy. Samochód wyróżniał się lakierem (Verde Artemis), który w zależności od kąta padania światła zmieniał kolory na różne odcienie niebieskiego i zielonego. Podobnie jak Countach 25th i Diablo SE 30th sprzedawany był tylko jako specjalna wersja jubileuszowa. Pod względem technicznym odpowiada bazowej wersji.
- Silnik – V12 6.2l, 48v – 580KM
- 0-100 km/h – 3,8 s
- Prędkość maks – 330 km/h

### Lamborghini Murciélago Roadster (od 2004)
Wersja roadster mająca ten sam silnik i te same rozwiązania techniczne co bazowy model Murcielago.

#### Silnik
Źródło:
- V12 6,2 l (6192 cm³), 4 zawory na cylinder, DOHC
- Układ zasilania: wtrysk Lamborghini LIE
- Średnica × skok tłoka: 87,00 mm × 86,80 mm
- Stopień sprężania: 10,7:1
- Moc maksymalna: 580 KM (426,5 kW) przy 7500 obr./min
- Maksymalny moment obrotowy: 650 N•m przy 5400 obr./min

#### Osiągi
- Przyspieszenie 0-100 km/h: 3,8 s
- Prędkość maksymalna: 320 km/h

### Lamborghini Murciélago LP640 (2006-2008)
Nowa wersja Murciélago. Został zaprojektowany przez zespół Lamborghini Style Center po pięciu latach od premiery Murciélago, którzy wnieśli do projektu kilka nowych elementów: dyfuzor, przedni spoiler, nowy tylny i przedni zderzak, nowy układ wydechowy z jedną końcówką o dużym przekroju, zamontowano nowe lusterka i zmieniono boczne wloty powietrza. Nazwa oznacza układ silnika (LP – wł. Longitudinale Posteriori  – podłużnie z tyłu) i moc (640 KM). Do 2008 roku wyprodukowano 3 tys. egzemplarzy co stanowi rekord ponieważ poprzednika przez 5 lat produkcji sprzedano 2 tys. sztuk.

#### Silnik
Źródło:
- V12 6,5 l (6496 cm³), 4 zawory na cylinder, DOHC
- Układ zasilania: wtrysk Lamborghini LIE
- Średnica × skok tłoka: 88,00 mm × 89,00 mm
- Stopień sprężania: 11,0:1
- Moc maksymalna: 640 KM (470,5 kW) przy 8000 obr./min
- Maksymalny moment obrotowy: 660 N•m przy 6000 obr./min

#### Osiągi
- Przyspieszenie 0-100 km/h: 3,4 s
- Prędkość maksymalna: 340 km/h
- Średnie zużycie paliwa: 21,4 l / 100 km

### Lamborghini Murciélago LP640 Versace (2006)
Wersja limitowana dopracowana wizualnie przez firmę Versace założoną przez Gianni Versace. Samochód lakierowany tylko na biało otrzymał nowe czarne felgi o nazwie Hermera. Poza nielicznymi modyfikacjami kosmetycznymi zewnątrz auta, reszta jest taka sama jak w Murciélago LP640.
- Silnik -V12 6.5l, 48v – 640KM
- 0-100 km/h – 3,4 s
- Prędkość maks – 340 km/h

### Lamborghini Murciélago LP670-4 SV (2009-2010)
Limitowana seria nosząca tradycyjne oznaczenie SV (super veloce – z włoskiego „super szybki”). W nowym modelu zwiększono moc silnika z 640 do 670 KM, zredukowano masę o 100 kg dzięki czemu auto zyskało na prowadzeniu, zmieniono przedni i tylny dyfuzor, dodano spojler. W modelu LP670 SV możliwe jest zamontowanie tradycyjnej skrzyni manualnej jako opcjonalne wyposażenie, a także zamówienie pakietu Aero-Pack ze zmienionym spojlerem, jednak ta opcja zmniejsza prędkość maksymalną. LP670 SV osiąga wówczas prędkość 337 km/h.

#### Silnik
Źródło:
- V12 6,5 l (6496 cm³), 4 zawory na cylinder, DOHC
- Układ zasilania: wtrysk Lamborghini LIE
- Średnica × skok tłoka: 88,00 mm × 89,00 mm
- Stopień sprężania: 11,0:1
- Moc maksymalna: 670 KM (492,9 kW) przy 8000 obr./min
- Maksymalny moment obrotowy: 660 N•m przy 6500 obr./min

#### Osiągi
- Przyspieszenie 0-100 km/h: 3,2 s
- Przyspieszenie 0-160 km/h: 6,9 s
- Prędkość maksymalna: 347 km/h
- Średnie zużycie paliwa: 20,6 l / 100 km